# Орден Восточной звезды
Орден Восточной звезды (англ. Order of the Eastern Star) — парамасонская организация членство в которой открыто, как для мужчин, так и для женщин. Орден был создан в 1850 году юристом и педагогом Робом Моррисом, который также был масоном. Орден основан на библейском учении, но открыт для людей всех религиозных верований. Орден насчитывает около 10 000 капитулов в двадцати странах, а членами ордена являются около 500 000 человек.

## История
Орден был создан Робом Моррисом в 1850 году, когда он преподавал в масонском колледже «Эврика», в Ричленде (штат Миссисипи). Хотя его деятельность и была ограничена болезнью, он всё же сумел сформулировать принципы ордена в своей работе «Розарий Восточной звезды». К 1855 году Моррис организовал Верховное созвездие в Нью-Йорке, которое учреждало капитулы по всей территории США.
В 1866 году Роб Моррис начал работать с Робертом Макойем, и поручил ему управление орденом. Сам Моррис отправился в Святую Землю. Maкой организовал существующую систему деления ордена на капитулы, а также внёс изменения в Розарий Морриса и в ритуал.
1 декабря 1874 года, капитул Ордена Восточной звезды № 1 «Царица Эстер» стал первой аффилированной организационной структурой с Принс Холлом, во время создания в Вашингтоне (округ Колумбия) Торнтоном Эндрю Джексоном.
Верховный великий капитул был образован в Индианаполисе (штат Индиана) 6 ноября 1876 года. Комитеты, сформированные сразу после создания капитула, создали «Ритуал Ордена Восточной звезды», который сейчас более или менее похож на первый ритуал.

## Символизм и степени
Эмблема ордена — пятиконечная звезда, белый луч которой указывает вниз. В комнате капитула, направленный вниз белый луч звезды указывает на запад. Нравственные уроки которым обучают в ордене основаны на библейских персонажах, таких как:
- Ада — первая жена Исава, хананейка (Быт. 26:34; 36:2-4); одна из прородительниц эдомитов.;
- Руфь — знаменитая библейская праведница, именем которой названа «Книга Руфь»;
- Есфирь — главная героиня Танаха (Ветхого Завета) и событий связанных с праздником Пурим;
- Марфа — сестра Марии и Лазаря, из Евангелия от Иоанна;
- Электа — («избранная женщина» из II Иоанна), мать.

## Членство в ордене
Членом ордена можно стать с 18 лет и старше; мужчины должны быть действительными масонами, женщины должны состоять в супружеских отношения с масоном. Первоначально в орден принимали женщин, которые были: дочерьми, вдовами, жёнами, сёстрами, или матерями масонов, но сейчас орден позволяет и другим родственникам быть его членами. Также в орден допускаются члены других парамасонских орденов, таких как: «Дочери Иова», Орден «Радуга» (для девушек), члены «Организации Треугольников» (только Нью-Йорк), и члены организации «Созвездие детей-звёзд» (только Нью-Йорк).

## Штаб-квартира

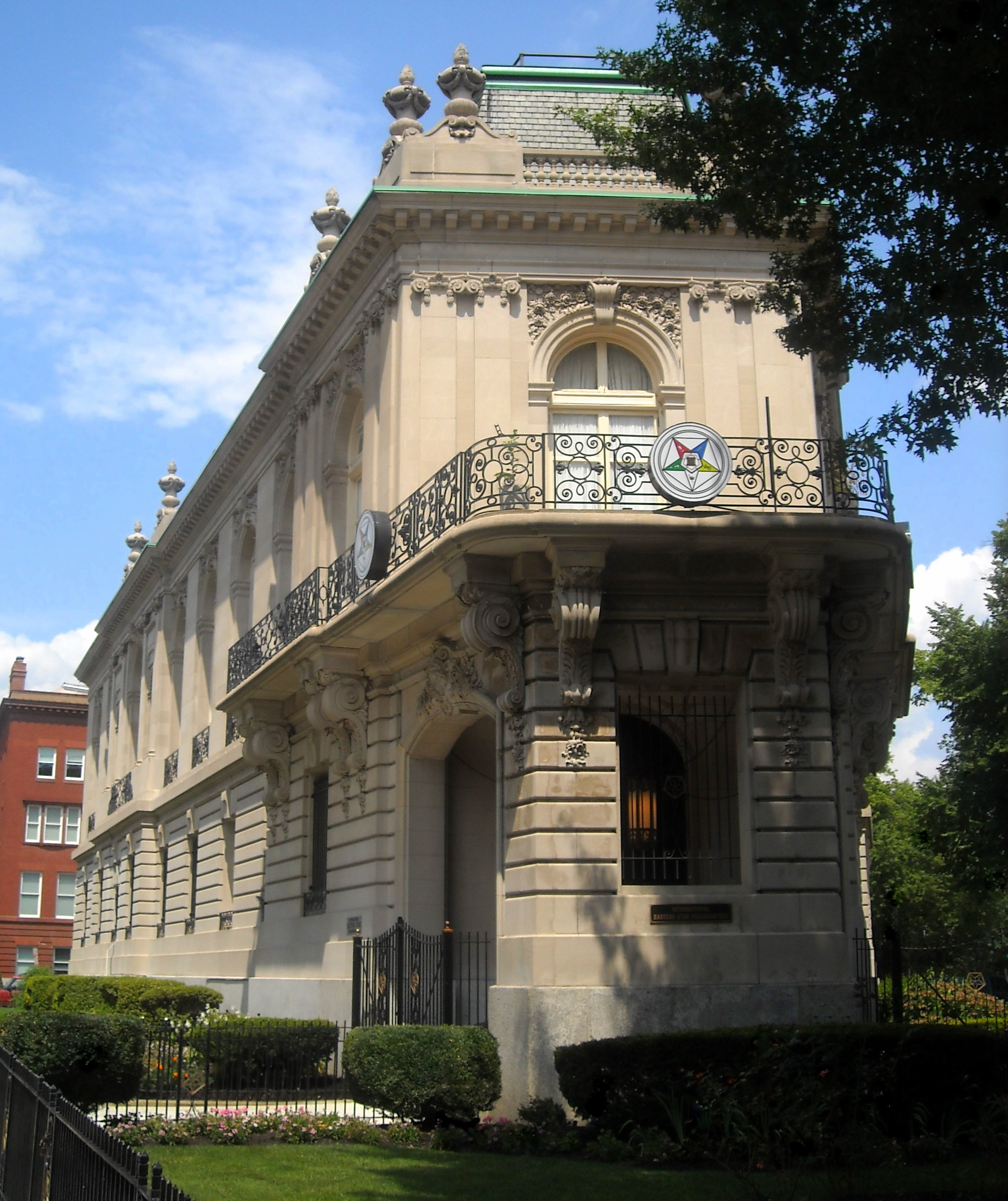
Особняк Бельмонта — штаб-квартира Ордена Восточной звезды

Штаб-квартира Верховного великого капитула, международного храма, расположена в Дюпон-Секл (Вашингтон, округ Колумбия) на территории бывшего особняка Перри Бельмонта. Особняк был построен в 1909 году для развлечения гостей Перри Бельмонта. Принц Уэльский в 1919 году купил особняк, а в 1935 году Верховный великий капитул купил это здание. Секретарь капитула живет там во время исполнения своих обязанностей, в течение всего срока полномочий. В особняке находятся произведения искусства из разных стран мира, большинство из которых были подарены различными международными капитулами Ордена Восточной звезды.

## Благотворительность
Орден имеет благотворительный фонд, денежные средства которого в 1986—2001 годах использовались на различные исследования. Так 513 147 $ были направлены на исследования болезни Альцгеймера, ювенильные исследования в области диабета, а также исследования астмы у несовершеннолетних. Благотворительные сборы также обеспечивают стипендии для студентов теологии и религиозной музыки, а также существуют и другие стипендии. Многие страны поддерживают масонские и/или Восточной звезды пенсионный центр или дом престарелых для пожилых членов. Со временем некоторые дома престарелых стали общественными (не только для членов ордена). Стипендия Фонда Элизабет Бентли была учреждена в 1947 году.

## Известные члены ордена
- Клара Бартон[6]
- Лора Инглз-Уайлдер[7]
- Дж. Ноуэл Флаурной[8]
- Ева Макгован[9]
- Джеймс Пейтон Смит
- Ли Эмметт Томас